# Дуйсекеев, Амангельды Дуйсекеевич
Амангельды́ Дуйсеке́евич Дуйсеке́ев (15 октября 1942, Новоказалинск, Кзыл-Ординская область — 4 августа 2015, Алма-Ата) — советский и казахстанский детский хирург, доктор медицинских наук, профессор, заслуженный врач Республики Казахстан, заслуженный деятель Казахстана (2002), депутат Мажилиса парламента Республики Казахстан, проректор Казахского национального медицинского университета (с 2009).

## Биография
Родился 15 октября 1942 года в Новоказалинске Кзыл-Ординской области.
С 1965 года, окончив педиатрический факультет Алма-Атинского медицинского института, заведовал отделением детской больницы «Коктал-Арасан» Алма-Атинской области. В 1967—1968 годы прошёл специализацию по циклу детской хирургии в Алма-Ате, в 1968—1969 годы — врач-хирург экстренной хирургии Городской детской объединённой клинической больницы № 1 (Алма-Ата).
С 1971 года, по окончании клинической ординатуры по кафедре детской хирургии Алма-Атинского мединститута, — ассистент той же кафедры. В 1974—1981 годы — заместитель главного врача по лечебной работе Городской детской клинической больницы № 1 (Алма-Ата), с 1981 — главный врач Городской детской клинической больницы № 2 (Алма-Ата).
В 1985—1991 годы — заведующий Алма-Атинским городским отделом здравоохранения. В 1991—1997 годы — главный врач Республиканской детской клинической больницы «Аксай».
С 1992 года — заместитель, с 1994 — первый заместитель Министра здравоохранения Республики Казахстан. С 1997 года — директор Департамента лекарственного обеспечения и медицинской техники Министерства здравоохранения Республики Казахстан. С декабря 1997 по 2004 год — начальник Управления здравоохранения Алматинской области.
В 2007—2009 годы — ректор Алматинского института усовершенствования врачей, с 2009 — проректор по постдипломному образованию и межрегиональному сотрудничеству КазНМУ имени С. Д. Асфендиярова.
Умер 4 августа 2015 года.
Жена — Мира Сейтбековна Омаркызы;
сыновья — Айдар, Данияр Дуйсекеевы.

## Научная деятельность
В 1975 году защитил кандидатскую диссертацию («Тяжёлые черепно-мозговые травмы у детей раннего возраста»), в 1995 — докторскую («Хирургические полустационары»); профессор (2009).
Автор 38 научных статей, 1 монографии.

## Общественная деятельность
Избирался народным депутатом Верховного Совета КазССР по г. Алматы (12-й созыв, 1990—1994); в 2004—2007 — депутатом (по избирательному округу № 15 Алматинской области) Мажилиса Парламента Республики Казахстан (3-й созыв), где был членом Комитета по социально-культурному развитию Мажилиса и членом депутатской фракции Народно-демократической партии «Нур Отан».

## Награды и звания
- Заслуженный врач Казахстана
- значок «Отличнику здравоохранения» (1996)
- Медаль «10 лет независимости Республики Казахстан» (2001)
- Заслуженный деятель Казахстана (Указ Президента РК от 12 декабря 2002)
- Медаль «Қазақстан денсаулық сақтау ісіне қосқан үлесі үшін»[2][3].